# Min tjockumentär
Min tjockumentär är en svensk dokumentärserie som hade premiär på SVT Play den 3 september 2023. Serien består av fyra avsnitt.

## Handling
Dokumentärserien kommer i en tid där fetmaepidemin har ökat dramatiskt, med tre gånger fler överviktiga jämfört med 1980-talet. Serien kretsar kring komikern Fredrik Boltes som har testat alla bantningsmetoder som finns men väger över 160 kilo. Han bestämmer sig för att genomgå en gastric bypass-operation, men frågorna är många. Hur farlig är en magsäcksoperation?  Hur blir livet efter operationen? Och vem betalar för kalaset? Dokumentärserien följer Boltes genom sjukvårdssystemet före, under och efter operationen. Serien belyser även det samhälle vi lever i, där konstanta uppmaningar till överkonsumtion av mat är normen. .

## Kritik och mottagande
"Min tjockumentär" har mötts med en blandad respons. Kritiker har påpekat att dokumentären initialt kan uppfattas som en reklamfilm för gastric bypass-operationer, med en sparsmakad kritik av de underliggande samhällsstrukturerna som bidrar till fetma. Trots detta har serien även hyllats för sitt infotainment-värde, och för sin ärlighet i att skildra de personliga och emotionella utmaningar som Boltes går igenom.

## Samhällsperspektiv
Serien öppnar upp för diskussion kring den ojämlika socioekonomiska fördelningen av fetma. Det påpekas att 67% av den socioekonomiskt svaga gruppen är överviktiga, jämfört med bara 45% av den socioekonomiskt starka. Även om dessa aspekter inte diskuteras explicit, blir de en del av programmets undertext.

## Kulturell inverkan
Utöver att fokusera på de personliga aspekterna av fetma tar "Min tjockumentär" även upp de kulturella och sociala aspekterna. Boltes använder humor som ett verktyg för att ifrågasätta och demontera stereotyper och fördomar kring övervikt, vilket i sin tur bidrar till en ökad förståelse och acceptans av problemet.

## Framtid och påverkan
"Min tjockumentär" belyser ett ämne som bara kommer att bli mer relevant i framtiden. Med en förväntad ökning av antalet personer som kommer att genomgå magsäcksoperationer är serien ett viktigt bidrag till den pågående diskussionen om fetma, dess orsaker och konsekvenser.

## Medverkande (i urval)
- Fredrik Boltes